# Apostichopus californicus
Espèce
Synonymes
- Holothuria californica Stimpson, 1857
- Parastichopus californicus (Stimpson, 1857)
- Stichopus californicus (Stimpson, 1857)

Apostichopus californicus (anciennement Parastichopus californicus) est une espèce de concombres de mer de la famille des Stichopodidae.

## Description
C'est une grosse holothurie cylindrique, pouvant mesurer entre 25 et 50 cm de long pour 5 cm de diamètre. Elle est généralement rouge marquée de jaune vif, mais la couleur de fond peut aussi être orangée, rouge sombre ou brune. La peau est couverte de grosses papilles coniques généralement jaunes avec la pointe discrètement rouge. La bouche est en position antéro-ventrale, entourée de 20 tentacules peltés, et l'anus est en position terminale. La face ventrale (le « trivium ») est couverte de podia qui lui permettent de se mouvoir lentement.

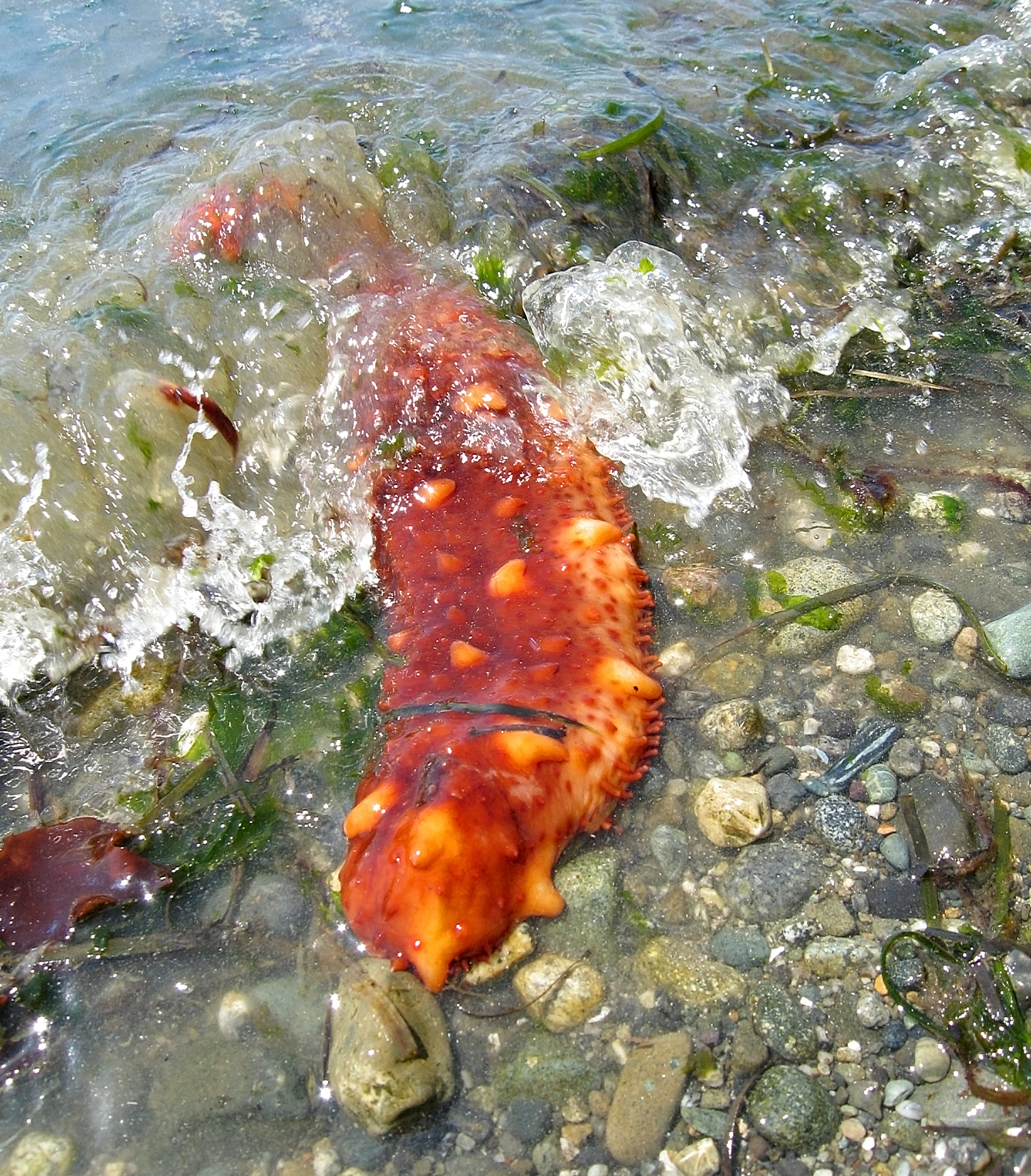
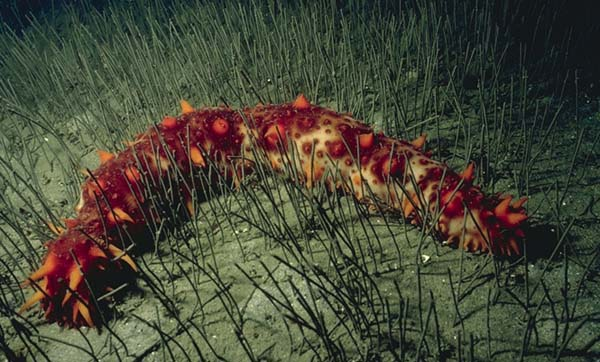

## Habitat et répartition
On trouve cette holothurie dans le Pacifique nord-est, de l'Alaska à la basse-Californie. Elle vit entre la surface et 90 m de profondeur, sur des fonds mixtes et à l'abri du ressac.

## Particularités
Il a été prouvé en 2013 que cette holothurie est capable de se nourrir par son anus, en même temps qu'elle respire : ce stratagème leur permettrait de complémenter leur régime détritivore par un régime suspensivore.